# Убойная сила
«Убойная сила» — российский телевизионный детективный сериал по мотивам произведений Андрея Кивинова. Был выпущен каналом «ОРТ» как прямой конкурент и одновременно ответвление сериала «Улицы разбитых фонарей».

## Сюжет
Действие начинается в 1999 году в Санкт-Петербурге.
В центре сюжета оперативные сотрудники районного отдела милиции и убойного отдела главка. Первый сезон сериала включает связанную единым сюжетом историю (9 серий). В следующих сезонах, как правило, каждая серия это самостоятельная криминальная детективная история.
Главные герои сериала Игорь Плахов и Василий Рогов — сотрудники милиции, их служба связана с раскрытием как бытовых преступлений, так и борьбой с организованной преступностью. Работая за копеечную зарплату и рискуя жизнью, герои исполняют свой долг. В первом сезоне главные герои — сотрудники районного отдела милиции. В отдел к Плахову и Рогову переводят «на усиление» Анатолия Дукалиса из Петроградского РУВД, который, в свою очередь, не теряет связи со своими старыми коллегами, героями сериала «Улицы разбитых фонарей». Начиная со второго сезона сотрудники райотдела Плахов, Рогов и Шишкин переводятся во 2 отдел УУР, под непосредственное начало генерала Максимова. Здесь их пути расходятся с «ментами» (Дукалис, Волков, Ларин и Соловец).
В сюжете сериала много скрытой пародии, реминисценций и цитат из известных фильмов и книг («Белое солнце пустыни», «Коломбо», «Особенности национальной охоты», «Место встречи изменить нельзя», «Старики-разбойники», произведений о Шерлоке Холмсе и многих других).

## Список сезонов
| Сезон | Серии | Серии | Даты показа      | Даты показа     |
| Сезон | Серии | Серии | Первая серия     | Последняя серия |
| ----- | ----- | ----- | ---------------- | --------------- |
| 1     | 9     | 9     | 13 марта 2000    | 24 марта 2000   |
| 2     | 11    | 11    | 2 января 2001    | 2 мая 2001      |
| 3     | 10    | 10    | 22 октября 2001  | 24 апреля 2002  |
| 4     | 6     | 6     | 23 декабря 2002  | 1 января 2003   |
| 5     | 9     | 9     | 20 октября 2003  | 30 октября 2003 |
| 6     | 12    | 12    | 26 сентября 2005 | 6 января 2006   |

## В ролях

### Основной состав
| Константин Хабенский    | Игорь Сергеевич Плахов                       | Постоянно | Постоянно | Постоянно | Постоянно | Постоянно | Постоянно |
| Андрей Федорцов         | Василий Иванович Рогов                       | Постоянно | Постоянно | Постоянно | Постоянно | Постоянно | Постоянно |
| Евгений Леонов-Гладышев | Анатолий Павлович Шишкин                     | Постоянно | Постоянно | Постоянно | Постоянно | Постоянно |           |
| Виктор Костецкий        | Александр Александрович Максимов (Сан Саныч) | Постоянно | Постоянно | Постоянно | Постоянно | Постоянно | Постоянно |
| Сергей Кошонин          | Максим Павлович Виригин                      |           | Постоянно | Постоянно | Постоянно | Постоянно | Постоянно |
| Евгений Ганелин         | Георгий Максимович Любимов                   |           | Постоянно | Постоянно | Постоянно | Постоянно | Постоянно |
| Александр Тютрюмов      | Сергей Аркадьевич Егоров                     |           | Постоянно | Постоянно | Постоянно | Г.        | Постоянно |
| Юрий Гальцев            | Юрий                                         | Постоянно | Постоянно |           |           |           |           |
| Семён Стругачёв         | Семён Михайлович Черныга                     |           | Постоянно | Постоянно | Постоянно | Постоянно | Постоянно |
| Виктор Соловьев         | Григорий Стрельцов                           |           | Постоянно | Постоянно | Постоянно | Постоянно | Постоянно |
| Михаил Пореченков       | Никита Андреевич Уваров                      |           |           |           |           |           | Постоянно |
| Сергей Селин            | Анатолий Валентинович/Сергеевич Дукалис      | Постоянно |           |           |           |           |           |

1. ↑  старший лейтенант милиции (со 2-го сезона — капитан милиции)
2. ↑  лейтенант милиции (со 2-го сезона — старший лейтенант милиции)
3. ↑  майор милиции (с 4-го сезона — подполковник милиции)
4. ↑  генерал-майор милиции
5. 1 2  майор милиции
6. ↑  подполковник милиции
7. ↑  эксперт-криминалист
8. ↑  капитан милиции/эксперт-криминалист
9. ↑  капитан милиции (с 5-й серии 2-го сезона — майор милиции)
10. ↑  капитан/сотрудник милиции
11. ↑  капитан милиции

### Второстепенные персонажи
| Виктор Бычков                              | Альберт Померанцев           | Периодически | Периодически | Периодически | Периодически |              | Периодически |
| Алексей Нилов                              | Андрей Васильевич Ларин      | Пер.         |              |              |              |              |              |
| Александр Половцев                         | Олег Георгиевич Соловец      | Пер.         |              |              |              |              |              |
| Михаил Трухин                              | Вячеслав Юрьевич Волков      | Пер.         |              |              |              |              |              |
| Герман Орлов                               | Иван Фёдорович Изюмов        | Пер.         |              | Гость        | Гость        |              |              |
| Станислав Садальский                       | Анатолий Львович             | Пер.         |              | Г.           |              |              |              |
| Родственники, знакомые сотрудников милиции |                              |              |              |              |              |              |              |
| Сергей Мурзин                              | Борис Кравченко              | Постоянно    | Пер.         | Г.           | Г.           |              |              |
| Георгий Штиль                              | Фёдор Ильич Петров           | Периодически | Периодически | Периодически | Периодически | Периодически | Периодически |
| Ольга Калмыкова                            | тёща Рогова                  | Г.           | Периодически | Периодически | Периодически | Периодически | Периодически |
| Юлия Рудина                                | Алёна                        |              | Периодически | Периодически |              |              |              |
| Другие персонажи                           |                              |              |              |              |              |              |              |
| Николай Лавров                             | Аркадий Викторович Боголепов | Постоянно    |              |              |              |              |              |
| Игорь Лифанов                              | Сергей Анохин («Вентилятор») | Пер.         |              |              |              |              |              |

1. ↑  осведомитель
2. ↑  капитан милиции
3. ↑  майор милиции
4. ↑  старший лейтенант милиции
5. ↑  следователь прокуратуры
6. ↑  прокурор

## Съёмочная группа
- Авторы сценария: Андрей Кивинов, Олег Дудинцев, Александр Рогожкин, Виктор Бутурлин, Геннадий Островский
- Режиссёры: Александр Рогожкин, Виктор Бутурлин, Евгений Татарский, Виктор Сергеев, Вячеслав Сорокин, Александр Бурцев, Евгений Аксёнов, Родион Нахапетов, Сергей Снежкин, Искандер Хамраев, Вячеслав Никифоров, Андрей Прошкин, Сергей Осипьян, Михаил Брашинский, Дмитрий Иосифов, Ульяна Шилкина, Андрес Пуустусмаа, Александр Карпиловский, Вадим Островский, Антон Борматов
- Операторы-постановщики: Юрий Шайгарданов, Александр Корнеев, Андрей Жегалов, Димитрий Масс, Эдуард Розовский, Юрий Елхов, Владимир Спорышков, Сергей Мачильский, Юрий Райский, Андрей Макаров, Виктор Новожилов, Валерий Мартынов, Андрей Воробьёв, Илья Дёмин, Игорь Клебанов
- Композиторы: Игорь Матвиенко, Владислав Панченко, Станислав Важов, Вадим Биберган, Анатолий Кальварский, Святослав Курашов, Максим Дунаевский, Виктор Сологуб, Алексей Карпов, Дато Евгенидзе
- Художники-постановщики: Владимир Банных, Вадим Гриберг, Владимир Южаков, Ирина Целикова, Валерий Боковенко, Владислав Орлов, Елена Жукова, Юрий Пашигорев, Владимир Светозаров, Владимир Дятленко, Павел Новиков, Андрей Понкратов, Валерий Викторов, Владислав Никулин, Мария Белозерова
- Постановщик трюков: Олег Корытин, Сергей Головкин, Сергей Шульга, Николай Павлюк
- Продюсеры: Анатолий Максимов, Константин Эрнст, Татьяна Плескунова, Михаил Кирилюк, Сергей Мелькумов.

## История создания
В 1998 году низкобюджетная постановка сериала «Улицы разбитых фонарей» от канала ТНТ с неизвестными актёрами в главных ролях неожиданно заработала высокий рейтинг и зрительские симпатии. Однако в 1999 году после разногласий с руководством канала ТНТ автор сценария Андрей Кивинов ушёл к конкурентам — «Первому каналу», где предложил идею экранизации сериала со схожим сценарием по мотивам своих произведений. Соавтором сценария стал бывший коллега Андрея Пименова («Кивинов» — псевдоним Пименова) по Кировскому РУВД Ленинграда.
В пилотных сериях проекта предложили сняться актёрам, игравшим в сериале «Улицы разбитых фонарей»: Селину, Нилову, Трухину и Половцеву. Однако затем инициатива полностью переходила к новым героям Хабенского и Федорцова. Премьера сериала состоялась 13 марта 2000 года на канале ОРТ. В премьерный год два популярных сериала, «Менты» и «Убойная сила», шли в одно и то же время на двух конкурирующих каналах НТВ и ОРТ с одними и теми же главными героями. Причём, по оценкам специалистов агентства «TNS Gallup Media», рейтинг премьерных серий «Убойной силы» был выше.

## Критика

Константин Хабенский — Игорь Плахов (серия «Год Глухаря» мультипликационная вставка)

Сериал получил противоречивые оценки. С одной стороны критики отмечали профессиональную режиссёрскую и операторскую работу, выпуклость персонажей, юмор, нестандартность сценарных решений. Но нельзя было не заметить вторичность сериала как клона сериала «Улицы разбитых фонарей». Образ героев, «ментов» из соседнего районного отделения, несколько потускнел и потерял оригинальность.
Несмотря на очевидное заимствование, «Убойная сила» по замыслу создателей не является продолжением или ответвлением (спин-офф) «Улиц разбитых фонарей». Сериал имеет иной замысел. Истории носят более приключенческий характер, детективные ситуации намного разнообразнее: герои внедряются в организованную преступную группировку, выходящую на верхушку власти. Некоторые серии имеют явно политический акцент (операция в Чечне). Шире география сериала. Намного громче имена приглашённых звёзд.
Эксплуатируя идеи своих предшественников, создатели придали главным героям несколько абсурдные черты, не соответствующие представлению о борцах с организованной преступностью и суперменов в погонах. Плахов и Рогов — это герои с полным комплектом недостатков, не особенно успешные в карьере и личной жизни.

В «Ментах» добряк Толян Дукалис стартовал как герой второго плана, […] Выйдя в «убойном» варианте на роли главного героя, почти героя-любовника, он не только сдает пальму первенства по части незадачливости и смешливости новоявленному убоженьке Васе Рогову, эдакому ментовскому Чонкину, но и все дальше в новоявленном геройстве уходит от прежней дукалисовской сути.
У продюсеров «Убойной силы» был точный расчет в той части, что нынешние «Менты» далеко ушли от тех, какими были в первых сериях и какими их полюбили. Ушла та уличная узнаваемость, которая и сотворила феномен «Ментов», как некогда феномен «Взгляда» сотворила уличная узнаваемость молодых ведущих, столь выбивающихся из привычного на тот момент типажа телезвезд-небожителей.
— Елена Афанасьева. «Новая Газета»
Константин Хабенский в интервью сдержанно-негативно отзывался о своей работе в сериале:

— И как вы себя оцениваете в «Убойной силе»?

— По-человечески — нормально. А с профессиональной точки зрения — нет.
— Константин Хабенский. Интервью журналу «ТВ Парк»

## Премии
- Премия «ТЭФИ-2000» в номинации «игровой телесериал»
- Лучший сериал на кинофестивале «Виват, кино России!»-2002

## Песни и музыка
Для рекламной кампании сериала был записан видеоклип «Опера́» в исполнении группы «Любэ». В одной из версий в конце клипа текст анонса сериала читает продюсер сериала Анатолий Максимов.
- «Опера́» — музыка Игоря Матвиенко, слова А. Шаганова и П. Синявского, исполнение группы «Любэ»
- «Позови меня» — музыка Игоря Матвиенко, слова В. Пеленягрэ
- «Убойная сила» (основная тема) — музыка Игоря Матвиенко. В 1-3 сезонах тональность основной темы была соль-минор, а в 4-6 сезонах она была немного удлинена и сыграна в тональности ми-минор.
- «Mama Africa» — исполняет Afrida Marimba Band (в первых сериях 6 сезона).